# Stamboom Claudia van Chalon (1498-1521)
| Stamboom Claudia van Chalon (1498-1521)                                        | Stamboom Claudia van Chalon (1498-1521)                             | Stamboom Claudia van Chalon (1498-1521)                             |
| ------------------------------------------------------------------------------ | ------------------------------------------------------------------- | ------------------------------------------------------------------- |
| Grootouders                                                                    | ?                                                                   | ?                                                                   |
| Ouders                                                                         | Jan IV van Chalon-d'Arlay x Filiberte van Luxemburg                 | Jan IV van Chalon-d'Arlay x Filiberte van Luxemburg                 |
| Claudia van Chalon (1498-1521) x 1515 Hendrik III van Nassau-Breda (1483-1538) |                                                                     |                                                                     |
| Kinderen                                                                       | René van Chalon (1519-1544) x 1540 Anna van Lotharingen (1522-1568) | René van Chalon (1519-1544) x 1540 Anna van Lotharingen (1522-1568) |
| Kleinkinderen                                                                  | Maria van Chalon (1544?)                                            | Maria van Chalon (1544?)                                            |